# Canzhuang (köpinghuvudort i Kina, Shandong Sheng, lat 37,40, long 120,21)
Canzhuang (kinesiska: 蚕庄, 蚕庄镇) är en köpinghuvudort i Kina. Den ligger i provinsen Shandong, i den östra delen av landet, omkring 300 kilometer öster om provinshuvudstaden Jinan. Antalet invånare är 29 086. Befolkningen består av 14 731 kvinnor och 14 355 män. Barn under 15 år utgör 9,0 %, vuxna 15-64 år 73 %, och äldre över 65 år 17,0 %.
Runt Canzhuang är det tätbefolkat, med 476 invånare per kvadratkilometer. Närmaste större samhälle är Luofeng, 17,7 km öster om Canzhuang. Trakten runt Canzhuang består till största delen av jordbruksmark.
Genomsnittlig årsnederbörd är 801 millimeter. Den regnigaste månaden är juli, med i genomsnitt 317 mm nederbörd, och den torraste är januari, med 11 mm nederbörd.